# 国家人民力量
国家人民力量（羅馬化：Jathika Jana Balawegaya，缩写为NPP），又译全国人民力量，是斯里兰卡的一个左翼政党联盟。该联盟成立于2019年，由以人民解放阵线为首的28个政党和组织组成，前身是2015年成立的“争取人民力量全国运动”。该联盟的领袖是阿努拉·库马拉·迪萨纳亚克，总书记是尼哈尔·阿贝辛哈。该党的总部位于巴塔拉穆拉。该联盟的青年翼是“全国人民力量青年”，妇女翼是“进步妇女集体”。该联盟的口号是“让真正的人民赢”。

## 成员
该联盟现由21个团体组成，包括政党、青年组织、妇女组织、工会和公民协会。
- 人民解放阵线
- 新世代
- 我们在海外
- 公务员为公共服务
- 全国僧侣阵线
- 全国工会中心
- 斯里兰卡共产党（替代团体）
- 争取社会公正医生
- 同权集体
- 联合左翼力量
- 公司间雇员联盟
- 71兄弟情谊委员会
- 新羽翼
- 群众指导艺术家
- 民众之声
- 全国知识分子组织
- 达宾杜集体
- 争取社会公正大学教师
- 进步妇女集体
- 一口清新的空气
- 全锡兰种植园工人联盟